# Magnòlia
|  | Aquest article és sobre l'espècie Magnolia grandiflora. Pel conjunt d'espècies del gènere Magnolia, també anomenades "magnòlies" en català, vegeu Magnolia (gènere). |

La magnòlia (Magnolia grandiflora) és un arbre que pertany a la família de les magnoliàcies. Normalment està cultivada com una planta ornamental.
Pot arribar a fer 25 metres d'altura, i el seu tronc amb escorça grisa té un diàmetre d'uns 30-45 cm. La magnòlia té les fulles simples, dures, alternes, el·líptiques de forma ovalada i d'un verd fosc brillant, de flors vistoses. Té una gran flor de color blanc o crema que és aromàtica i pot arribar a fer un pam. Pot florir des de finals de primavera a l'agost. El seu fruit plurifol·licle i de forma coniforme de 10-12 cm és molt semblant a una pinya. Les seves llavors són petites, aplanades i de color vermell.
El gènere va ser dedicat per Linné al botànic francès Pierre Magnol (1638-1715), nascut a Montpeller. L'epítet específic grandiflorus-a-um procedeix del llatí grandis-e = gran i flos-oris = flor, en al·lusió a les flors de grans proporcions.

## Descripció
És una un arbre perennifoli, molt compacte, originari del sud-est dels Estats Units que coneixem com a magnòlia, magnoli o magnoli comú. Si ho comparem amb altres espècies del gènere Magnolia, crida molt l'atenció que el seu fullatge és perenne. Aquesta característica es deu, principalment, al fet que durant tota la seva evolució ha viscut en zones on les condicions climàtiques li han permès mantenir-les sense que patissin danys, és a dir, pot viure en llocs on el clima és suau. No necessita que sigui temperat o fred com altres varietats de magnòlies, pot créixer a ple sol en zones que no siguin tan càlides encara que prefereixen la semiombra. De fet, es pot cultivar a regions tropicals però això sí, cal tenir en compte que pot fer uns 30 metres d'alçada o més. La seva copa és piramidal i molt densa: en unes condicions adients pot arribar a mesurar 8-10 metres de diàmetre. Les fulles són de grans dimensions, mesurant fins a 20 centímetres de longitud per fins a 10 centímetres d'amplada. Són de color verd fosc pel feix, i pubescents pel revers. Tenen una textura coriàcea. Aquestes flors mesuren fins a 30 centímetres de diàmetre, i són blanques, a més de molt perfumades, apareixen aviat a l'arbre. El fruit és en realitat una agrupació de diminuts fruits que es coneix com a fol·licle, aquests contenen 1-2 llavors embolicats en una estructura vermellosa anomenada arilo però cal saber que, si bé les flors són hermafrodites, pot trigar una dècada a produir llavors. No és comú que tingui un invasor ja que és un arbre que elimina les plagues molt fàcilment i la morfologia de les seves fulles no atrau moltes plagues, encara que pot sucumbir a la instal·lació de pugons als brots nous i cotxinilles cotonoses.

## Hàbitat
Aquest arbre creix de forma natural gairebé sempre en zones forestals una mica pantanoses, proper a rius i pantans o en boscos propers a la costa i de poca altitud. És sensible als freds intensos i perllongats, però també a la sequedat ambiental, per la qual cosa prefereix llocs temperat-càlids. Tot i que en una zona on el clima és temperat i la humitat ambiental alta, pot estar en un lloc assolellat i si és a prop de la costa és preferible que creixi en semiombra o ombra perquè en aquestes àrees el grau d'insolació és molt alt i podria cremar les fulles. Al mediterrani es millor ubicar-lo en una zona amb semiombra o on la llum sigui flitrada. Resisteix els sòls calcaris, encara que creix molt millor en sòls de naturalesa una mica àcida o neutra, profunds, frescos, ben drenats i amb certa abundància de matèria orgànica. Es desenvolupa més fàcilment en una exposició no gaire assolellada i preferiblement protegida de vents forts. No toleren grans gelades, si aquestes són intenses poden afectar greument el seu desenvolupament. Aquestes no necessiten poda però es necessari eliminar les seves branques seques. El magnoli blanc s'ha adaptat amb gran facilitat al clima de les Canàries, on creix naturalitzat des del nivell del mar fins a les mitjanies (zones que se situen entre els 600 i els 1500 metres d'alçada).

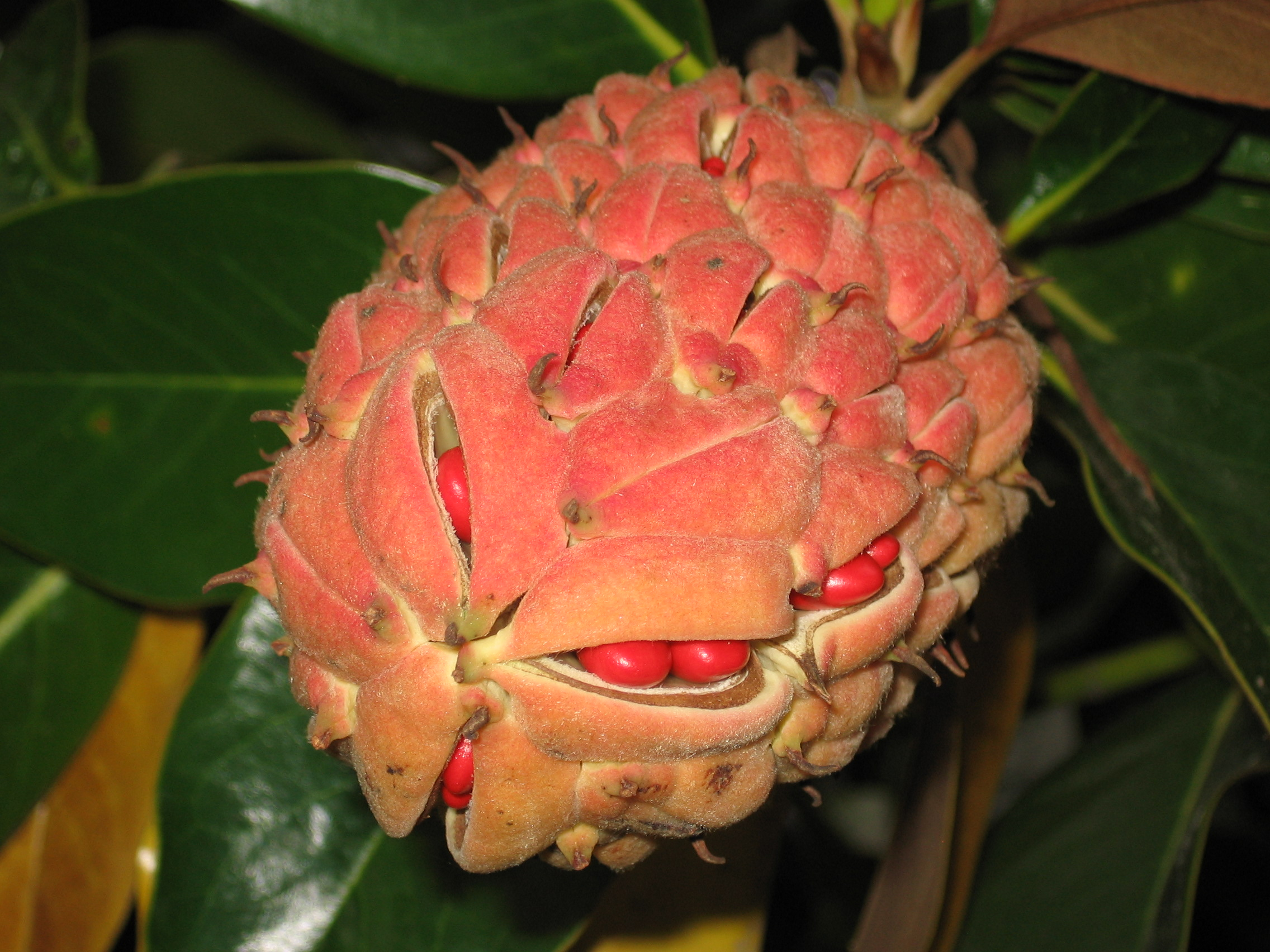
Fruit amb llavors

## Ecologia
Pot produir llavors als 10 anys, encara que la producció màxima de llavors s'assoleix prop dels 25 anys. Al voltant del 50% de les llavors poden germinar i són transmeses per aus i mamífers. Se sap que els esquirols, les zarigüeyes, les guatlles i el gall dindi es mengen les llavors.

## Ús

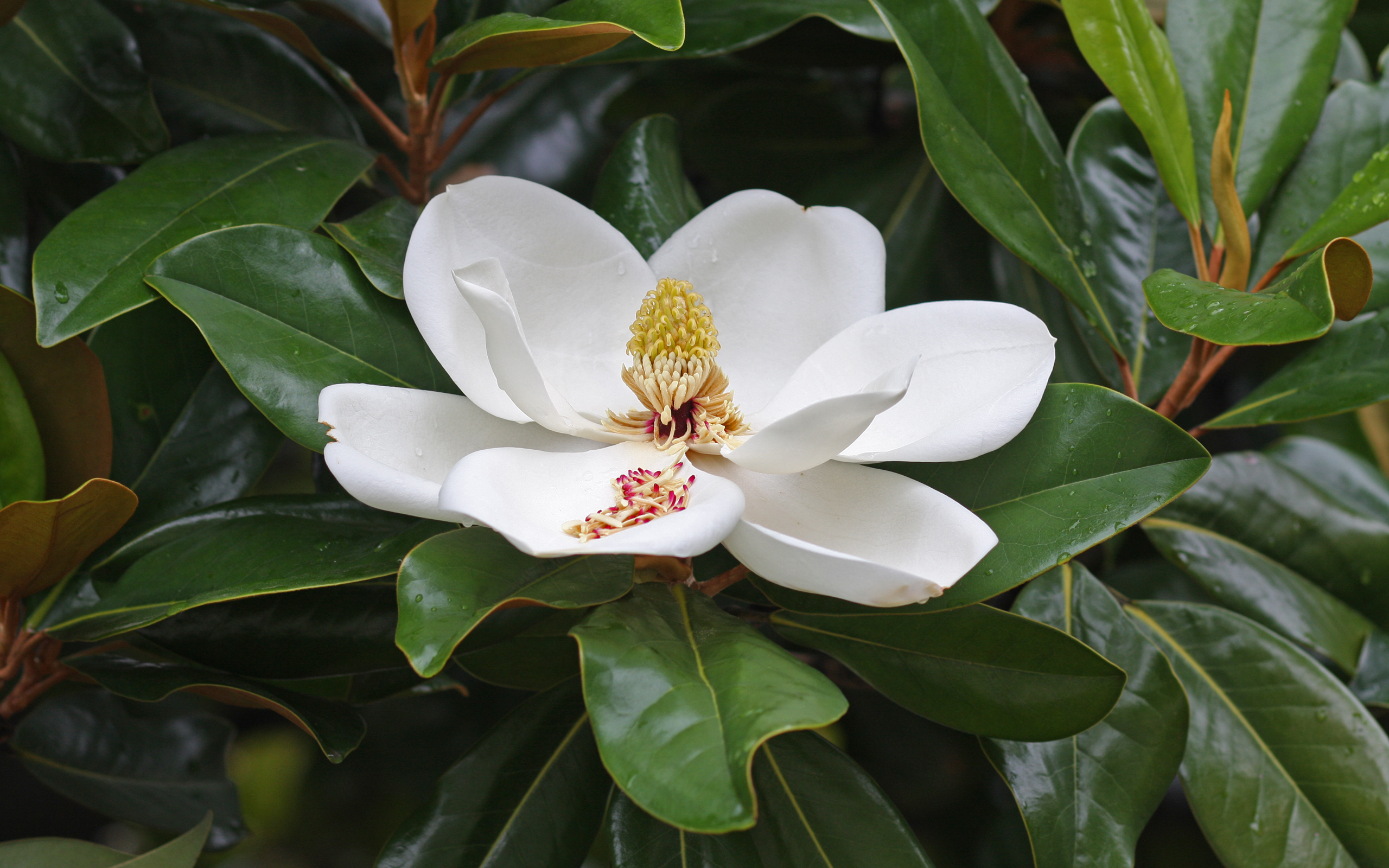
Flor de la Magnolia Grandiflora

Com a ús paisatgistic s'utilitza com a arbre ornamental per l'elegancia del seu aspecte i l'aroma dolç de les seves flors cridaneres, es pot veure plantat habitualment a finques o jardins amb certa entitat, com el Parc La Granja (Santa Creu de Tenerife), i de forma aïllada, ja que requereix molt espai per al seu creixement. també s'utilitza per l'alta qualitat de la fusta i per les seves propietats medicinals de les quals s'han elaborat remeis per als problemes que afecten l'aparell digestiu, l'estrès, l'ansietat i les malalties respiratòries, com ara la bronquitis o l'asma.
Com a ús medicinal, els brots i les flors en forma d'extractes o solucions d'oli volàtil contenen olis essencials reconeguts per les seves accions per alleujar malalties respiratòries i grips. Els extractes poden reduir la pressió sanguínia i millorar-ne la capacitat respiratòria. A la medicina popular, les flors de la magnòlia, abans de la floració, posseeixen acció descongestionant i s'utilitzen per a la congestió nasal (ajuda el cos a expulsar el moc), mals de cap, rinitis i sinusitis. La closca de la magnòlia és diaforètica, estimulant i tònica, sent utilitzada per al tractament de còlics menstruals, distensió abdominal, dolors abdominals, indigestió, inflor provocada per gasos i líquids, gastroenteritis, malària, pèrdua de gana i reumatisme.

### Fitoquímica
La planta conté components fenòlics amb propietats antimicrobianes. En estudis farmacològics el magnolol honokiol i 3,5'-dialil-2'-hidroxi-4-metoxibifenil han demostrat una gran efectivitat contra bacteris i fongs Gram-positius i acidorresistents.6 De les fulles i escorça s'ha aïllat un oli essencial, els alcaloides astequina, talaumina i tiramina, beta-sitosterol, i costunòlid.

### Propagació
La propagació es pot fer per diversos mètodes: 
Llavors: Aquestes es recol·lecten a la tardor quan maduren els fruits, ja que són dehiscents i s'obren de seguida. Per superar la letargia interna es recomana de 1 a 3 mesos d'estratificació a temperatura al voltant de 4 °C.
Estaca/Esqueix: És un sistema una mica delicat, on s'utilitzen hormones d'arrelament i instal·lacions proveïdes de nebulitzadors, així com substrats lleugers de sorra i perlita. Es planten amb substrat per a plantes àcides i perlita i finalment se li posa calor de fons i se'ls va polvoritzant regularment. Les espècies produïdes per esqueixos floreixen molt abans que les obtingudes per llavors.
Acodament: Aquest sistema és un dels més utilitzats, consisteix en seleccionar una branca que tingui com a mínim 1 any. Després es fa un tall a l'escorça i s'hi posa una hormona per ajudar un arrelament més ràpid. Seguidament s'agafa un tros de plàstic, es cobreix la branca i s'agafa per una banda. A continuació, s'omple amb torba rossa prèviament humitejada amb aigua, i es subjecta l'altra banda. Finalment, quedarà humitejar la torba amb una xeringa farcida d'aigua de tant en tant.

### Cultiu
La seva gran adaptació fa que pot ser un cultiu de jardí occidental i mediterrani i pugui estar cultivat a ciutats amb hiverns freds. Pot cultivar-se a ple Sol o semiombra: els primers anys de desenvolupament, li afavoreix la semiombra, la protecció davant del vent i les gelades. Posteriorment, després de la seva adaptació, es pot cultivar a ple Sol.
Pel que fa a temperatures, suporta molt bé el fred, fins i tot períodes curts de -10 °C (encara que amb dany cel·lular) i temperatures molt càlides que superen els 35 °C. En el període de floració, és més sensible.
Perquè pugui créixer bé és important que el terra tingui un pH lleugerament àcid, entre 5 i 6,5. En terres calcaris té molts problemes per desenvolupar-se adequadament per la manca de ferro.
Si l'ambient és molt sec, intenta polvoritzar les fulles cada dia i així evitaràs que es tornin marrons. La magnolia perd color molt ràpidament quan les condicions no són les adequades, però això és evitable.

## Malalties
Moltes de les malalties fúngiques que l'ataquen són quan es troben en situacions d'alta humitat a terra. Les pluges freqüents fan que el sòl, si és pesat, emmagatzemi durant molt de temps humitat, fins i tot per sobre de la coneguda capacitat de camp.
Ens trobem amb diferents malalties:
Xancre: és una malaltia transmesa per fongs que afecta principalment els exemplars grans. Si veiem que una branca s'asseca de manera sobtada, i la resta de veuen bé, la traurem. Però a més ens hem de fixar si l'escorça es desprèn, o si les branques presenten nusos o bonys anormals. Es tracta amb fungicida
Podridura de la fusta: quan l'escorça interna es podreix, aquesta dona lloc a un pansiment de les fulles. També es tracta amb fungicides.
Taques de fongs: poden ser taques taronges o grisenques, amb una mida i forma variable. El millor és podar les parts afectades i tractar amb fungicida polivalent.
Taca foliar d'algues: són taques de color gris, marró, taronja o verd generalment de forma arrodonida però poden estendre's per un costat de la fulla o per tots els llimbs. Es tracta traient les parts afectades, i mantenint el magnoli sa.
També pot tenir les fulles marrons, a causa d'un excés de reg, o una exposició solar massa directa.

## Història
Les magnòlies formen part de les flors més antigues de les que es té registre, esmentada per primera vegada el 1967. Segons alguns estudis de fòssils, l'aparició del magnoli blanc a la Terra es remunta a més de 5 milions d'anys, encara que s'han trobat altres espècies fossilitzades del mateix gènere (Magnolia acuminata) amb 20 milions d'anys d'antiguitat i fins i tot s'han pogut identificar plantes que pertanyen a la família Magnoliaceae que daten des de fa 95 milions d'anys. La seva família es compon d'unes 120 espècies, on les flors més destacades es presenten en un net color blanc.

Al segle xvi, Francisco Hernández de Toledo esmenta que aquesta planta és de naturalesa calenta i seca, enforteix el cor, l'estómac i estrinya notablement el ventre solt. El cociment barrejat amb altres plantes i infós a l'úter és un remei excel·lent de l'esterilitat.
A finals del segle xviii, Vicente Cervantes assenyala que les fulles són astringents i corroborants, el seu coïment s'usa per a la gota.
Al segle xix, Eleuterio González cita: la infusió de les flors és antiespasmòdica, i la tintura tònica. S'han usat a l'epilèpsia i la neurosi en general.

## Curiositats
La profusió de flors ben cuidat és tal que fa que en morir una flor neixen altres de noves. Per això la sensació que produeix és que les flors són molt duradores quan no és així. Les llavors de magnòlia grandiflora no germinen emmagatzemades a temperatura ambient, actualment si vols guardar llavors de magnòlies per sembrar-les en un nou lloc l'ideal és fer-ho en un lloc tancat hermèticament. I conservar-les a entre 0° i 4 °C fins al seu ús. El calaix de llarga durada de la nevera pot ser una opció viable per a elles.
Les magnòlies van aparèixer abans que les abelles, per la qual cosa es van desenvolupar perquè els escarabats van pol·linitzar-les. Per això sobre pistils (carpels) són més durs, ja que s'han de protegir més durant la fecundació.
La flor del magnoli és molt usual al sud dels EUA, és molt simbòlic de la zona que a les dones del sud d'aparença femenina i delicada però de gran coratge i fortalesa interior se les denomina Magnòlies d'acer i a la Xina és símbol de femineïtat. La flor és el símbol de l'Estat de Mississippi.
L'any 1900 la legislatura de Mississippi va fer una elecció entre els nens de les escoles públiques per triar una flor que representés al seu estat, la planta triada per una gran majoria va ser la magnòlia, i es per això que aquesta és la flor oficial de l'estat i també de Luisiana.

## Exemplars de Magnolia grandiflora als Països Catalans
La magnòlia (M. grandiflora) a les nostres condicions climàtiques és un arbre de fins a 25 metres d'alçada, de la família de les magnoliàcies, compacte, perenne i de fulles oblongues alternes. Les seves fulles fan entre 8 i 15 cm. Té una gran flor blanca i aromàtica de fins a un pam i de color crema. Floreix entre els mesos de maig i juliol. Produeix un fruit coniforme de 10-12 cm que té aspecte de pinya.

### Magnòlies de la vila d'Arbúcies
Jardins del Roquer. Diversos exemplars, un d'ells destacat per ser arbre monumental per la Generalitat de Catalunya. Es tracta de la magnòlia més gran d'Europa (1872)

### Magnòlies de la ciutat de Girona
N'hi ha una als Jardins de la Devesa. N'hi ha deu d'arrenglerades al pati del vell Hospital de Santa Caterina, dissenyat per Josep m. Busquets el 1928.

### Magnòlies de la ciutat de València
En la plaça d'Alfons el Magnànim es va plantar una barreja d'exemplars de Magnolia grandifora i Ficus elastica (vora 1850). La segona espècie es va plantar per error de confusió amb la primera i ha adquirit dimensió monumental.

### Magnòlies en la ciutat de Barcelona
El carrer Gran de Gràcia, el carrer Iradier i el passatge d'Aloi tenen magnòlies com a arbre d'alineació. A la ciutat de Barcelona hi ha 2.421 exemplars d'aquest arbre segons informació municipal consultada.
La ciutat té tres magnòlies catalogades com d'interès per l'Ajuntament de Barcelona. Una al jardí del claustre de la Catedral, al carrer del Bisbe, 10, a Ciutat Vella; una altra als jardins de la Maternitat, i l'altra a l'Antic Ajuntament de les Corts.

## Tàxons
Magnolia grandiflora fou descrita per Carl von Linné i publicada en Systema Naturae, Editio Decima 2: 1082. 1759.

## Sinonímia
Magnolia angustifolia
Magnolia elliptica
Magnolia exoniensis
Magnolia ferruginea
Magnolia foetida
Magnolia foetida f. margaretta
Magnolia foetida f. parvifolia
Magnolia galissoniensis
Magnolia glabra
Magnolia gloriosa
Magnolia grandiflora var. angustifolia
Magnolia grandiflora var. elliptica
Magnolia grandiflora var. exoniensis
Magnolia grandiflora var. ferruginea
Magnolia grandiflora f. galissoniensis
Magnolia grandiflora var. lanceolata
Magnolia grandiflora f. lanceolata
Magnolia grandiflora var. obovata
Magnolia grandiflora var. praecox
Magnolia grandiflora var. rotundifolia
Magnolia lacunosa
Magnolia lanceolata
Magnolia longifolia
Magnolia maxima
Magnolia praecox
Magnolia pravertiana
Magnolia rotundifolia
Magnolia umbrella var. maxima
Magnolia virginiana var. foetida
Magnolia virginiana var. grisea.